# Philadelphia Flyers
Philadelphia Flyers – amerykański klub hokejowy z siedzibą w Filadelfii (Pensylwania), występujący w lidze NHL.
Zespół posiada afiliacje w postaci klubów farmerskich w niższych ligach. Tę funkcję pełnią Adirondack Phantoms w lidze AHL (od 2009) i Trenton Titans w rozgrywkach ECHL. W latach 1996–2009 podległy był klub Philadelphia Phantoms.

## Osiągnięcia
Drużyna ośmiokrotnie grała w finale Pucharu Stanleya (sześć razy przegrała - w latach 1976, 1980, 1985, 1987, 1997 i 2010).
- Mistrzostwo dywizji (16 razy): 1968, 1974, 1975, 1976, 1977, 1980, 1983, 1985, 1986, 1987, 1995, 1996, 2000, 2002, 2004, 2011
- Mistrzostwo konferencji (8 razy): 1975, 1976, 1977, 1980, 1985, 1987, 1997, 2010
- Clarence S. Campbell Bowl (5 razy): 1968, 1975, 1976, 1977, 1980
- Prince of Wales Trophy (4 razy): 1985, 1987, 1997, 2010
- Puchar Stanleya (2 razy): 1974, 1975

## Sezon po sezonie
| Ostatnie sezony | Ostatnie sezony | Ostatnie sezony | Ostatnie sezony | Ostatnie sezony | Ostatnie sezony | Ostatnie sezony | Ostatnie sezony | Ostatnie sezony | Ostatnie sezony | Ostatnie sezony | Ostatnie sezony | Ostatnie sezony | Ostatnie sezony                                        |
| Sezon           | Konferencja     | Miejsce         | Dywizja         | Miejsce         | Mecze           | Z               | P               | R               | PK              | Pkt             | ZB              | SB              | Wyniki play-off                                        |
| --------------- | --------------- | --------------- | --------------- | --------------- | --------------- | --------------- | --------------- | --------------- | --------------- | --------------- | --------------- | --------------- | ------------------------------------------------------ |
|                 |                 |                 |                 |                 |                 |                 |                 |                 |                 |                 |                 |                 |                                                        |
| 2019–20         | Wschodnia       | 4               | Metropolitalna  | 2               | 691             | 41              | 21              | –               | 7               | 89              | 232             | 196             | Zwycięstwo z Canadiens 4 : 2 Porażka z Islanders 3 : 4 |
|                 |                 |                 |                 |                 |                 |                 |                 |                 |                 |                 |                 |                 |                                                        |
| 2018–19         | Wschodnia       | 11              | Metropolitalna  | 6               | 82              | 37              | 37              | –               | 8               | 82              | 244             | 281             | Nie zakwalifikowała się                                |
|                 |                 |                 |                 |                 |                 |                 |                 |                 |                 |                 |                 |                 |                                                        |
| 2017–18         | Wschodnia       | 6               | Metropolitalna  | 3               | 82              | 42              | 26              | –               | 14              | 98              | 251             | 243             | Porażka z Penguins 2-4                                 |
|                 |                 |                 |                 |                 |                 |                 |                 |                 |                 |                 |                 |                 |                                                        |
| 2016–17         | Wschodnia       | 11              | Metropolitalna  | 6               | 82              | 39              | 33              | –               | 10              | 88              | 219             | 236             | Nie zakwalifikowała się                                |
|                 |                 |                 |                 |                 |                 |                 |                 |                 |                 |                 |                 |                 |                                                        |
| 2015–16         | Wschodnia       | 7               | Metropolitalna  | 5               | 82              | 41              | 27              | –               | 14              | 96              | 214             | 218             | Porażka z Capitals 2-4                                 |

| Sezony od 2010/2011 do 2014/2015 | Sezony od 2010/2011 do 2014/2015 | Sezony od 2010/2011 do 2014/2015 | Sezony od 2010/2011 do 2014/2015 | Sezony od 2010/2011 do 2014/2015 | Sezony od 2010/2011 do 2014/2015 | Sezony od 2010/2011 do 2014/2015 | Sezony od 2010/2011 do 2014/2015 | Sezony od 2010/2011 do 2014/2015 | Sezony od 2010/2011 do 2014/2015 | Sezony od 2010/2011 do 2014/2015 | Sezony od 2010/2011 do 2014/2015 | Sezony od 2010/2011 do 2014/2015 | Sezony od 2010/2011 do 2014/2015               |
| Sezon                            | Konferencja                      | Miejsce                          | Dywizja                          | Miejsce                          | Mecze                            | Z                                | P                                | R                                | PK                               | Pkt                              | ZB                               | SB                               | Wyniki play-off                                |
| -------------------------------- | -------------------------------- | -------------------------------- | -------------------------------- | -------------------------------- | -------------------------------- | -------------------------------- | -------------------------------- | -------------------------------- | -------------------------------- | -------------------------------- | -------------------------------- | -------------------------------- | ---------------------------------------------- |
|                                  |                                  |                                  |                                  |                                  |                                  |                                  |                                  |                                  |                                  |                                  |                                  |                                  |                                                |
| 2014–15                          | Wschodnia                        | 12                               | Metropolitalna                   | 6                                | 82                               | 33                               | 31                               | –                                | 18                               | 84                               | 215                              | 234                              | Nie zakwalifikowała się                        |
|                                  |                                  |                                  |                                  |                                  |                                  |                                  |                                  |                                  |                                  |                                  |                                  |                                  |                                                |
| 2013–14                          | Wschodnia                        | 6                                | Metropolitalna                   | 3                                | 82                               | 42                               | 30                               | –                                | 10                               | 94                               | 236                              | 235                              | Porażka z Rangers 3-4                          |
|                                  |                                  |                                  |                                  |                                  |                                  |                                  |                                  |                                  |                                  |                                  |                                  |                                  |                                                |
| 2012–13                          | Wschodnia                        | 10                               | Atlantycka                       | 4                                | 48                               | 23                               | 22                               | –                                | 3                                | 49                               | 133                              | 141                              | Nie zakwalifikowała się                        |
|                                  |                                  |                                  |                                  |                                  |                                  |                                  |                                  |                                  |                                  |                                  |                                  |                                  |                                                |
| 2011–12                          | Wschodnia                        | 5                                | Atlantycka                       | 3                                | 82                               | 47                               | 26                               | –                                | 9                                | 103                              | 264                              | 232                              | Zwycięstwo z Penguins 4-2 Porażka z Devils 1-4 |
|                                  |                                  |                                  |                                  |                                  |                                  |                                  |                                  |                                  |                                  |                                  |                                  |                                  |                                                |
| 2010–11                          | Wschodnia                        | 2                                | Atlantycka                       | 1                                | 82                               | 47                               | 23                               | –                                | 12                               | 106                              | 259                              | 223                              | Zwycięstwo z Sabres 4-3 Porażka z Bruins 0-4   |

Legenda:

Z = Zwycięstwa, P = Porażki, R = Remisy (do sezonu 2004/2005), PK = Przegrane po dogrywce lub karnych, Pkt = Punkty, ZB = Bramki zdobyte, SB = Bramki stracone
| Puchar Stanleya | Mistrz Konferencji | Mistrz Dywizji | Awans do play-off | Presidents’ Trophy |

- 1 Sezon zasadniczy ze względu na epidemię koronawirusa został przerwany a następnie zakończony.

## Zawodnicy

### Kapitanowie drużyny
- Lou Angotti: 1967–1968
- Ed Van Impe: 1968–1972
- Ed Van Impe i Bobby Clarke: 1972–1973
- Bobby Clarke: 1973−1979
- Mel Bridgman: 1979–1981
- Bill Barber: 1981–1982
- Bill Barber i Bobby Clarke: 1982–1983
- Bobby Clarke: 1983–1984
- Dave Poulin: 1984–1989
- Dave Poulin i Ron Sutter: 1989–1990
- Ron Sutter: 1990–1991
- Rick Tocchet: 1991–1992
- Kevin Dineen: 1993−1994
- Eric Lindros: 1994–1999
- Eric Lindros i Éric Desjardins: 1999–2000
- Éric Desjardins: 2000–2001
- Éric Desjardins i Keith Primeau: 2001–2002
- Keith Primeau: 2002−2006
- Peter Forsberg: 2006–2007
- Jason Smith: 2007–2008
- Mike Richards: 2008–2011
- Chris Pronger: 2011–2013
- Claude Giroux: 2013-...

### Numery zastrzeżone

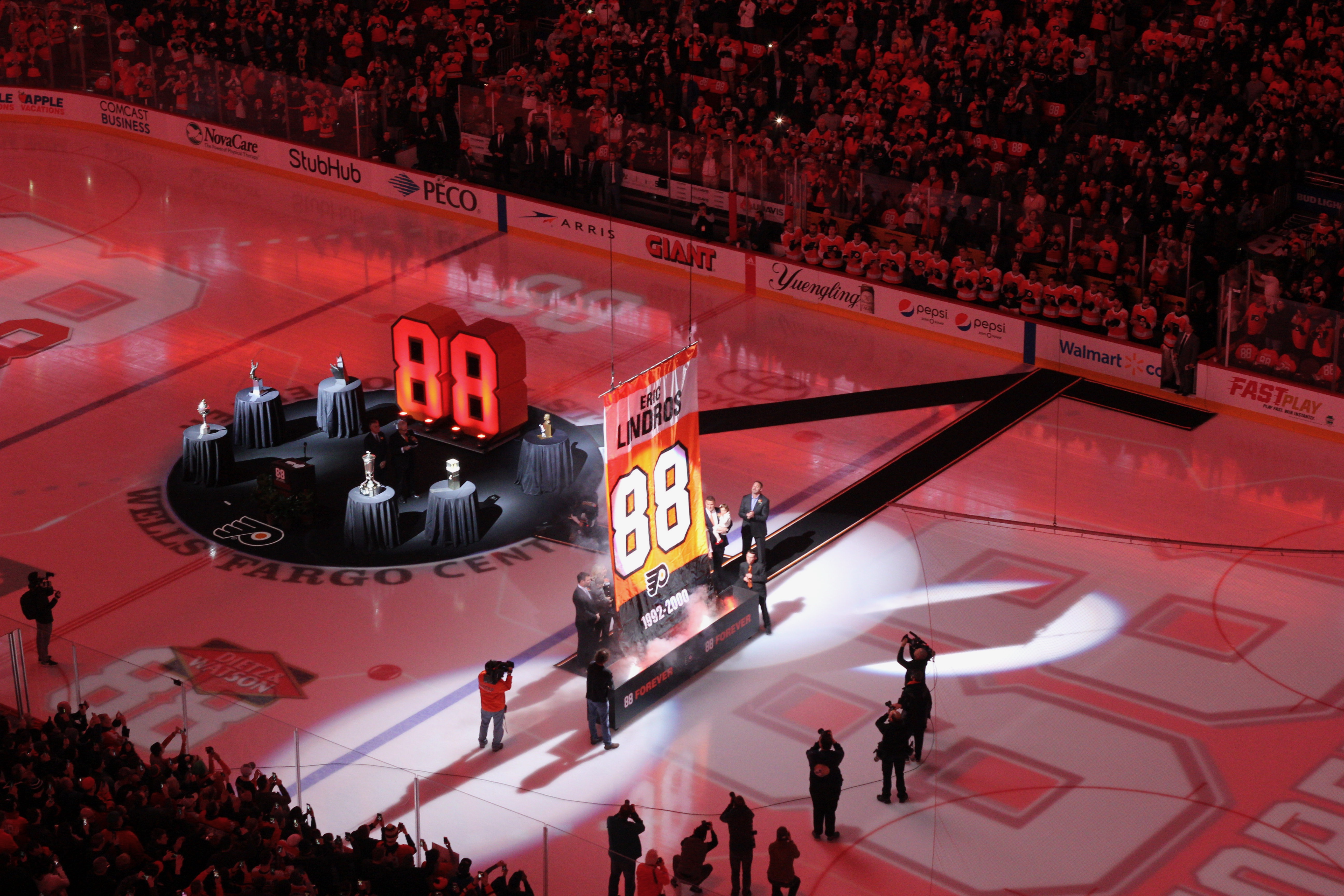
Uroczystość zastrzeżenia numeru E.Lindrosa

| Numer | Zawodnik      | Pozycja                              | Kariera                              | Data zastrzeżenia                    |
| ----- | ------------- | ------------------------------------ | ------------------------------------ | ------------------------------------ |
| 1     | Bernie Parent | Bramkarz                             | 1967–1971, 1973−1979                 | 11 października 1979                 |
| 2     | Mark Howe     | Obrońca                              | 1982–1992                            | 6 marca 2012                         |
| 4     | Barry Ashbee  | Obrońca                              | 1970–1974                            | 13 października 1977                 |
| 7     | Bill Barber   | Lewoskrzydłowy                       | 1972–1984                            | 11 października 1990                 |
| 16    | Bobby Clarke  | Środkowy                             | 1969–1984                            | 15 listopada 1984                    |
| 88    | Eric Lindros  | Środkowy                             | 1992-2000                            | 18 stycznia 2018                     |
|       |               |                                      |                                      |                                      |
| 99    | Wayne Gretzky | Numer zastrzeżony dla całej ligi NHL | Numer zastrzeżony dla całej ligi NHL | Numer zastrzeżony dla całej ligi NHL |